# トニー・ママルーク
トニー・ママルーク（Tony Mamaluke、1977年7月19日 - ）は、アメリカ合衆国の元プロレスラー。
本名、チャールズ・ジョン・スペンサー（Charles John Spencer）、ニューヨーク州ブルックリン出身、イタリア系アメリカ人。
2000年代初頭のECWでの活動が最もよく知られている。ECW崩壊後はWWEやTNAを転戦し、2012年12月に引退。引退後もレスラー活動を継続している。

## 来歴
ディーン・マレンコによるトレーニングを受けた後、1998年に活動を開始し、フロリダのインディー団体にC.G.アフィ（C.G.Afi）やカサノバ・ジョーンズ（Casanova Jones）のリングネームで出場するようになった。一時的にWCWにローディの名無しのファンとして登場するようになるが、ローディがアングルの関係上テレビから姿を消すとスペンサーも出演をしなくなる。しばらくするとトニー・マリナラ（Tony Marinara）のリングネームで登場、ビッグ・ヴィトーとジョニー・ザ・ブルのユニット、ママルークス（The Mamalukes）にマネージャーとして加入してディーン・マレンコと抗争を開始、その後ラッシュ・ルルーとも抗争を展開した。2000年のPPVであるSouled Outに登場して以降、WCWに一度も現れることはなく、2004年にWCWは崩壊している。

### ECW
WCWから離れるとECWで登場、トニー・ママルーク（Tony Mamaluke）のリングネームで活動を開始をしている。ママルークはリトル・グイドーのフル・ブラッデッド・イタリアンズ（Full Blooded Italians）に加入し、マイキー・ウィップレックを相手にリングデビュー。当初はフル・ブラッデッド・イタリアンズのメンバーからトレーニングを受けていたが、2000年8月にグイドーとのタッグでTAJIRIとマイキー・ウィップレックからECW世界タッグチーム王座を奪取している。以降もTAJIRI&ウィップレックと抗争していたが、11月にダニー・ドーリングとロードキルのタッグにタイトルを奪われている。その後2001年4月にECWが崩壊するまで在籍しており、崩壊後はインディー団体へ進出した。

### インディー団体
ECW崩壊後はNWAワイルドサイドやTNA、WWA-S、ROHなどに参戦。ROHではジョン・ウォルターズと組んでECWの元パートナーのリトル・グイドーと抗争していた。2003年後半には、ロサンゼルスにある新日本プロレスのイノキ道場でマーシャルアーツの訓練を受けていた。2005年にプロレス復帰、10月の復帰試合でサル・リナウロとのタッグでROH世界タッグチーム王座を獲得しているが12月にタイトルを落としている。

### WWE
2005年にWWEがECW One Night Standを開催すると、ママルークはオリジナルのフル・ブラッデッド・イタリアンズとして出場し、2006年4月にWWEはECWを新しいブランドとして設立するとママルークはWWEと契約し、新しいECWへと活動の場を移している。6月のバトル・ロイヤルでデビューをしている。ママルークは2006年のOne Night StandでPPVデビューをし、リトル・グイドーとマネージャーのビッグ・グイドー共にフル・ブラッデッド・イタリアンズを復活させた。F.B.I復活試合でTAJIRIとスーパー・クレイジーと対戦して勝利している。その後もグイドーとのタッグを継続しつつシングルやタッグでサブゥー、ハーディー・ボーイズ、マイク・ノックス、テストらと対戦。F.B.Iは12月のDecember to Dismemberでシルベスター・ターカイ、イライジャ・バークと対戦するが敗退し、翌2007年1月にWWEからリリースされた。

### TNA
2010年8月にTNAのECWショーであるHardcore Justiceにトニー・ルーク（Tony Luke）のリングネームで参戦、リトル・グイドー&トレイシー・スマザーズとF.B.Iを再結成し、キッド・キャッシュ、サイモン・ダイアモンド、ジョニー・スウィンガーから勝利を収めた。その後はEV 2.0と共にリック・フレアー率いるフォーチュンと抗争するが活躍は果たせず、スカッシュ・マッチを行ったのを最後にTNAから離脱している。
2012年12月に引退。引退後もレスラーとして試合に出場している。

## 得意技
イタリアン・スリーパー
ドラゴン・スリーパーと同型の絞め技、フィニッシャーとして使用している。
イタリアン・スープレックス
ジャーマン・スープレックスと同型の投げ技、ホールド式を使用する。
シシリアン・クラブ
急角度で極めるシングル・レッグ・ボストンクラブ
シシリアン・ストレッチ
ロシアン・レッグ・スウィープからのグラウンド・オクトパス・ホールド
ドロップキック
腕ひしぎ逆十字固め
フジワラ・アームバー
掌底
トルネードDDT
スプリングボード式で使用する。

## 獲得タイトル
- ECW（Extreme Championship Wrestling）
  - ECW世界タッグ王座 : 1回（w / リトル・グイドー）
- ROH（Ring of Honor）
  - ROH世界タッグ王座 : 1回（w / サル･リナウロ）
- SCW（Southern Championship Wrestling）
  - SCWフロリダ南部ヘビー王座 : 1回